# Ivor
Az Ivor kelta (ír, skót és walesi) férfinév, ami valószínűleg összefügg a skandináv Ivar névvel, ami a germán Ingwar isten nevéből származik.

## Gyakorisága
Az 1990-es években szórványos név, a 2000-es években nem szerepel a 100 leggyakoribb férfinév között.

## Névnapok
- szeptember 7.[2]

## Híres Ivorok
- Kaas Ivor (1842-1910) publicista, politikus.